# Alzate Brianza
Alzate Brianza là một đô thị ở tỉnh Como trong vùng Lombardia, có cự ly khoảng 35 km về phía bắc của Milano và khoảng 10 km về phía đông nam của Como. Tại thời điểm ngày 31 tháng 12 năm 2004, đô thị này có dân số 4.815 người và diện tích là 7,7 km².
Đô thị Alzate Brianza có các frazioni (các đơn vị trực thuộc, chủ yếu là các làng) Fabbrica Durini, Mirovano, và Verzago.
Alzate Brianza giáp các đô thị: Anzano del Parco, Brenna, Cantù, Inverigo, Lurago d'Erba, Orsenigo.